# Extrakunia meadowsi
Extrakunia meadowsi là một loài bướm đêm trong họ Noctuidae.